# زنگوله آبی تگزاس
ایستوما گرندیفلوروم(نام علمی: Eustoma russellianum) نام یک گونه از فرمانرو گیاه است.